# 川村屋

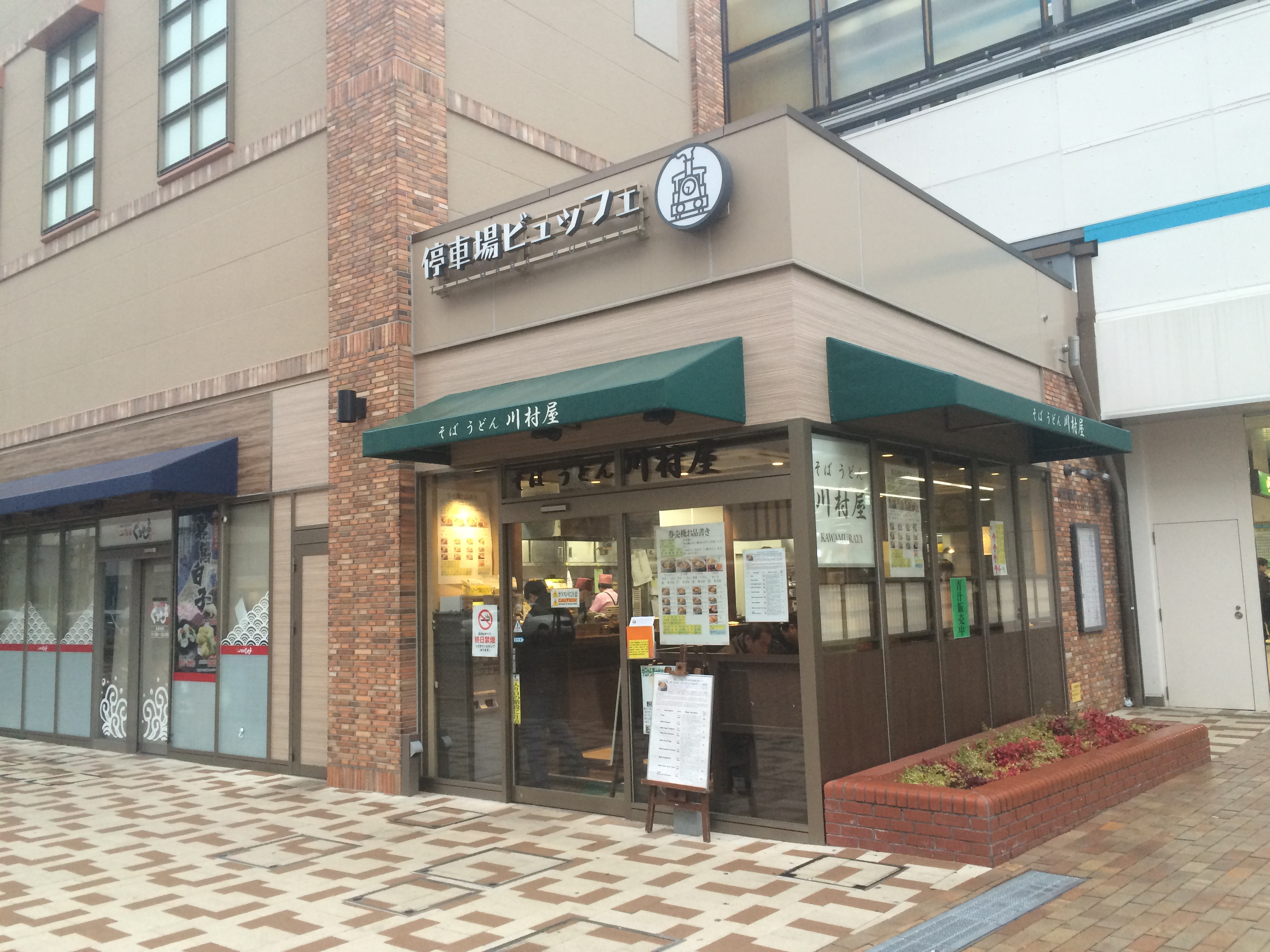
店舗外観

川村屋（かわむらや）は、神奈川県横浜市中区のJR桜木町駅にある蕎麦店である。創業は1900年（明治33年）。初代横浜駅で、関内にあった料亭「富貴楼」の経営者富貴楼お倉の義妹が、伊藤博文の口利きにより営業許可を得て開業したのが始まりである。店名の由来は、現在では明らかではない。

## 歴史

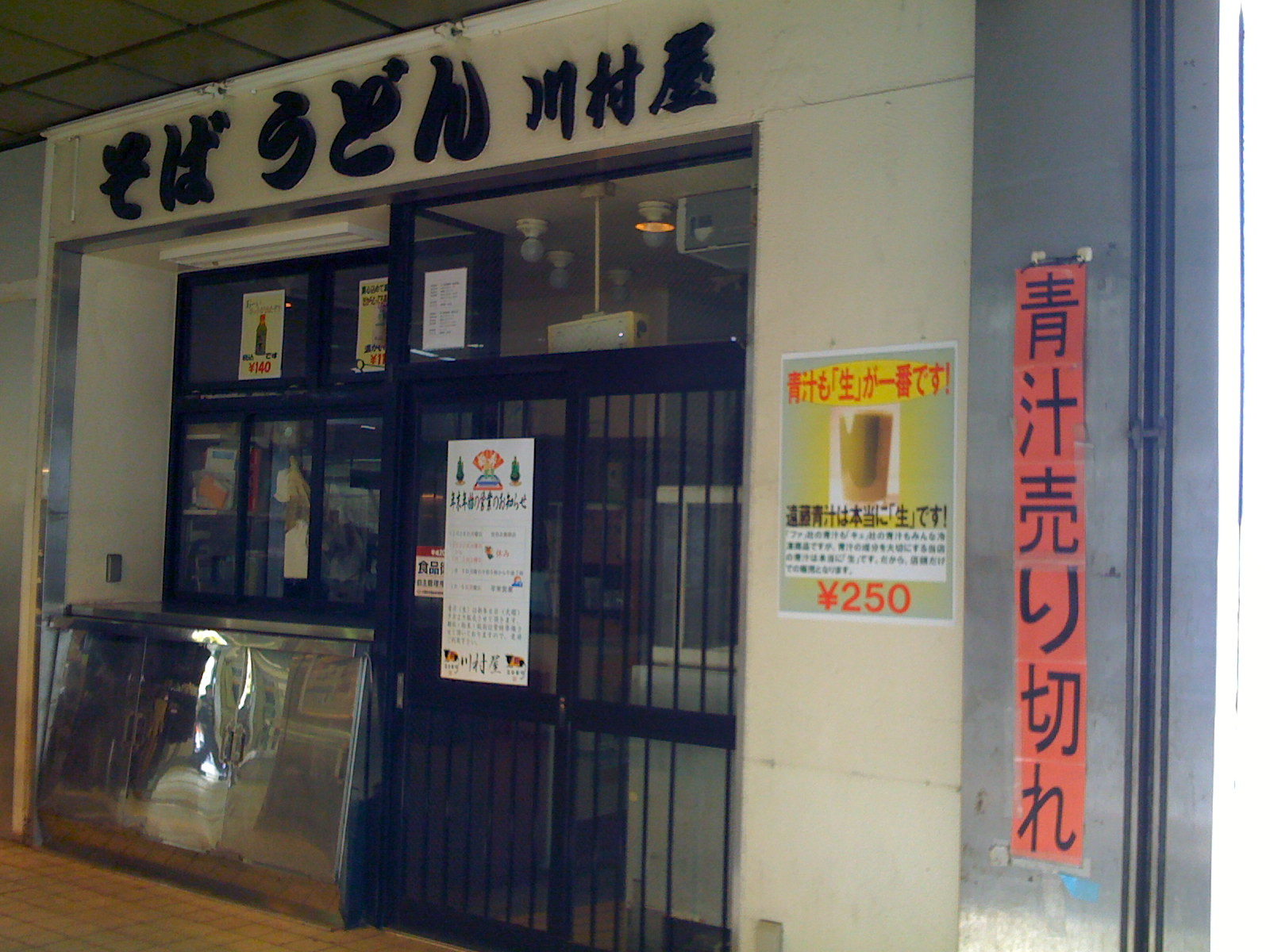
CIALへの移転前の店舗（2009年）

1837年に東京の浅草で生まれたたけは18歳の時に遊女になり、源氏名として倉を名乗る。この頃に、斎藤亀次郎と知り合う。1868年（明治元年）、倉が31歳の時に東京から景気の良かった大阪に移ったが、店を開く資金を調達に東京に戻る際、船を降りた横浜の繁栄に惹かれ、ここで暮らすこととした。関内に芸者屋を開いたが、1871年には田中平八の出資で相生町に料理屋「富貴楼」を開業した。1873年3月の豚屋火事で店は焼失したが、常連客の援助を受け、同年9月には尾上町5丁目で営業を再開した。富貴楼は待合政治の場として、多くの政財界の要人が会合を持った。伊藤博文もその一人で、尾上町の店の看板も伊藤が揮毫している。日本の鉄道開業も明治初期であり、1872年10月14日（明治5年9月12日）に、現在の桜木町駅の位置に初代横浜駅が開業した。
倉には、列車の貸座布団業を営む弟の八太郎がおり、その妻の渡井つるが1888年に川村屋洋食店を開業。その後伊藤博文の口利きで横浜駅構内の営業許可を得て、1900年4月1日にはレストランを開業した。当初は西洋料理を出す店であったが、1969年には借店舗の面積を増やし、蕎麦店を始めた。横浜博覧会を控えた1989年には桜木町駅の駅舎が横浜寄りに移転。新駅舎の店舗は従前より狭いことから、レストランの営業を終了し蕎麦店の専業となる。この時は改札口の正面にあったが、2014年にCIAL桜木町 停車場ビュッフェが開業し、改札口の右手（野毛町側）に移転した。
2023年3月31日をもって閉店した
が同年8月、先代の娘夫婦が7代目として後を継ぐことが報じられ、9月1日に営業を再開した。

## 味

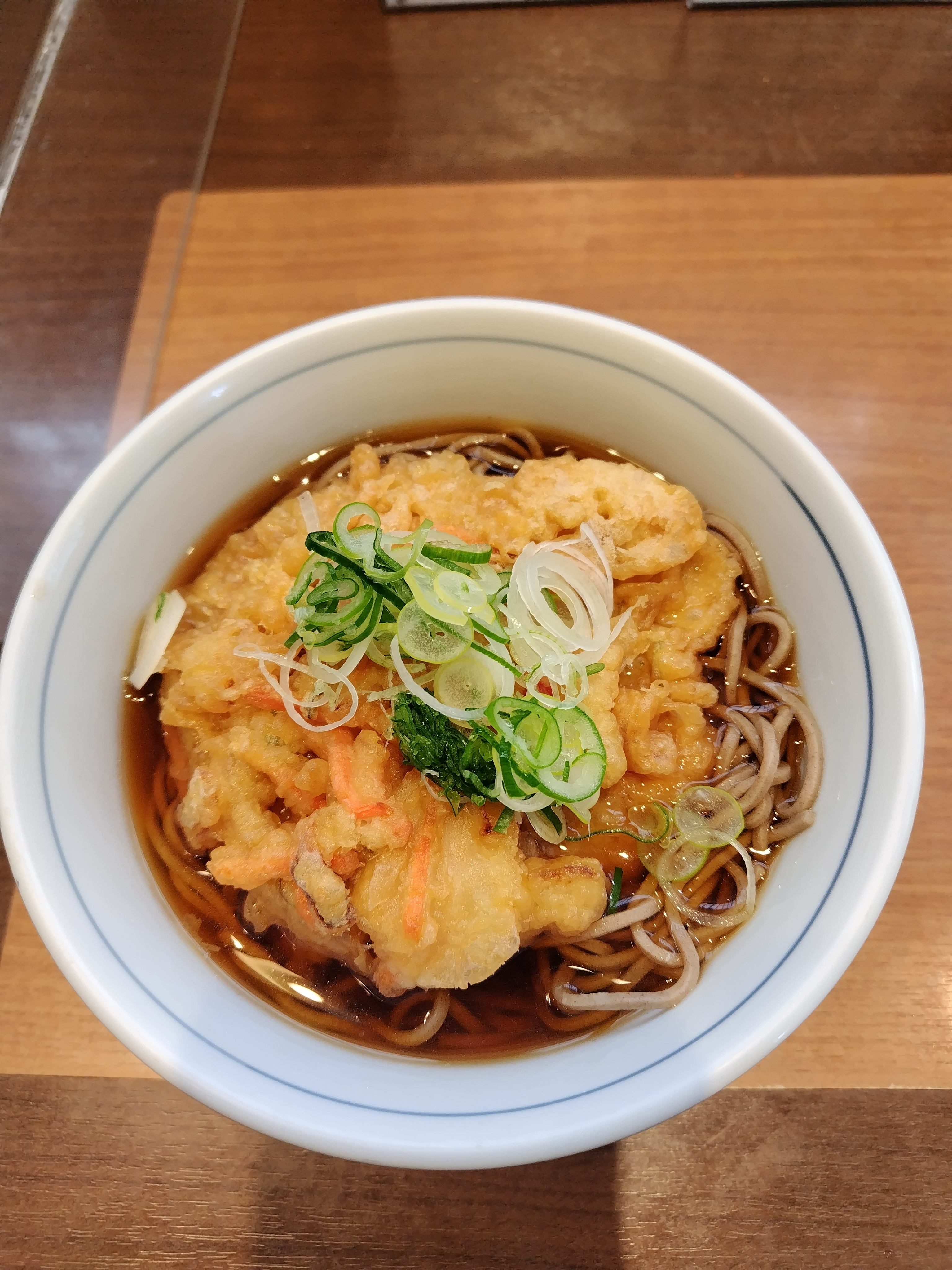
川村屋の天ぷらそば

一日あたり約1000杯を売り上げる。出汁は市販の業務品を使わず、開業当初より自家製で仕込んでいる。「とり肉そば」が看板メニューで、山梨県産の鶏肉をヨーグルトに一晩漬けこみ、二度に分けて煮込んでいる。
店内には24席の座席があり、立ち食いそばとは雰囲気を異にする。混雑時には屋外に立ち食い用のテーブルを3～4台ほど出している。

## 青汁
同店の特徴の一つに、青汁を販売している点がある。倉敷中央病院の医学博士であった遠藤仁郎は、1954年にケールを原料とした青汁を開発。青汁愛飲家の市内の材木商は、横浜でも遠藤青汁を販売することを希望。県議会議員の助力により、横浜会館に青汁スタンドが開業した。横浜会館の閉館に伴い、尾上町の中小企業会館に移転したが、その建物も1985年に建て替えが決まる。川村屋5代社長の小野瀬せんは青汁スタンドの常連客であり、川村屋で販売を引き継ぐことになった。